# Нигеро-бенинская граница
Нигеро-бенинская граница составляет 277 километров в длину и идёт от тройного пограничного стыка с Буркина-Фасо на западе до тройного пограничного стыка с Нигерией на востоке. 

## Описание
Граница начинается в месте пограничного стыка с Буркина-Фасо и идёт по реке Мекру в северо-восточном направлении, следуя до реки Нигер; затем граница проходит по Нигеру до пограничного стыка с Нигерией. Весь участок границы, идущий по реке Мекру, находится в пределах трансграничного национального парка, где обитают многочисленные виды животных, такие как бегемоты и слоны. Кроме того, нигерийская сторона участка границы, проходящего по реке Нигер, охраняется заповедником Досо, где живут западноафриканские жирафы, находящиеся под угрозой исчезновения.

## История
В 1880-е годы между европейскими странами велась острая конкуренция за территории в Африке — процесс, известный как «драка за Африку». В 1884 году на Берлинской конференции европейские страны, участвовавшие в колониальном разделе Африки, согласовали свои территориальные претензии и правила ведения боевых действий. В результате этого Франция получила контроль над верховьями реки Нигер (примерно эквивалентной территориям современных Мали и Нигера). С 1893 года Франция начала оккупировать территорию современного Бенина, позже назвав ее Дагомеей, а в 1900 году была завоёвана территория современного Нигера. Обе области перешли под контроль федеральной колонии Французской Западной Африки. Реки Нигер и Мекру были подтверждены как образующие границу между Нигером и Дагомеей во французском статуте от 27 октября 1938 года.
По мере роста движения за деколонизацию после Второй мировой войны, Франция постепенно предоставляла своим африканским колониям больше политических прав и представительства, а в 1958 году предоставила широкую внутреннюю автономию каждой колонии в рамках Французского сообщества. В августе 1960 года Нигер и Дагомея (переименованная в Бенин в 1975 году) получили полную независимость, и их общая граница стала международной границей между двумя суверенными государствами.
После обретения независимости возник ряд споров по поводу распределения между странами не охваченных соглашением о границе времён колониальной эпохи 24 прибрежных островов, в первую очередь острова Лете. Оба государства направили иск в Международный Суд ООН в 2001 году; в 2005 году суд вынес решение по этому вопросу, отдав 15 островов Нигеру и 9 — Бенину.

## Пограничные переходы
Официальный пограничный переход находится у населённых пунктов Маланвилль (Бенин) и Гайа (Нигер). Также возможно проехать через трансграничный национальный парк, где граница не охраняется.